# 583
Évszázadok: 5. század – 6. század – 7. század
Évtizedek: 530-as évek – 540-es évek – 550-es évek – 560-as évek – 570-es évek – 580-as évek – 590-es évek – 600-as évek – 610-es évek – 620-as évek – 630-as évek
Évek: 578 – 579 – 580 – 581 –  582 – 583 – 584 – 585 – 586 – 587 – 588

## Események

### Bizánci Birodalom
- Az avarok az évi 80 ezer arany adó helyett 100 ezret követelnek Bizánctól. Maurikiosz császár semmit sem fizet nekik, mire betörnek a bizánci területre. Elfoglalják Singidunumot (Belgrád) és Viminaciumot, portyázó csapataik egészen a Fekete-tenger partján fekvő Anchialusig (Pomorje) eljutnak. Itt tárgyalásokra kerül sor, de az avarok követelőzései miatt ezek félbeszakadnak.
- A bizánci-perzsa háborúban Ióannész Müsztakón főparancsnok újabb vereséget szenved a perzsáktól és hiába ostromolja Akbasz erődjét. Az év végén Maurikiosz leváltja és saját sógorát, Philippikoszt nevezi ki a helyére.
- Az avarok és szlávok elől menekülők a Peloponnészosz egyik legdélibb félszigetén megalapítják Monemvaszia városát.

### Európa
- Liuvigild vizigót király ostrom alá veszi Sevillát, lázadó fia, Hermenegild székhelyét. Miro szvéb király a város segítségére siet, de útközben tárgyalásokat folytat Liuvigilddel és visszafordul. Röviddel később megbetegszik és meghal. Utóda serdülő fia, Eboric.
- A lyoni zsinaton elhatározzák, hogy a leprás betegek elkülönítésére „lepraházakat” létesítenek.[1]

### Ázsia
- A 12 éves Mohamed először kíséri el nagybátyja, Abú Tálib ibn Abd al-Muttalib kereskedőkaravánját Szíriába.

### Amerika
- Meghal a maja Palenque városállam királya, I. Kan Bahlam. Utóda lánya vagy nővére, Yohl Ikʼnal, az első királynő a maják történetében.

## Születések
- Abú Ubajda ibn al-Dzsarráh, Mohamed követője
- II. Liuva, vizigót király
- Thedosziosz, Maurikiosz bizánci császár fia és társuralkodója

## Halálozások
- Miro, szvéb király

## Fordítás
- Ez a szócikk részben vagy egészben  a(z)   583 című angol Wikipédia-szócikk ezen változatának fordításán alapul.  Az eredeti cikk szerkesztőit annak laptörténete sorolja fel. Ez a jelzés csupán a megfogalmazás eredetét és a szerzői jogokat jelzi, nem szolgál a cikkben szereplő információk forrásmegjelöléseként.